# سایگو کیچیبه
سایگو کیچیبه (به ژاپنی: 西郷 吉兵衛 さいごう きちべえ)، تولد ۱۸۰۶ - مرگ ۱۸۵۲ میلادی، سامورایی‌ای که در اواخر دوره ادو در شهر قلعه قلعه کاگوشیما در قلمرو ساتسوما زندگی می‌کرد. او در ابتدا کورو و بعدها یوشی‌بی لقب داشت. نام کوچکش تاکاموری بود. همسر او شیهارا ماسا نام داشت. در حدود سال ۱۸۲۷، او با شیهارا ماسا، دختر شیهارا کونینوری، سامورایی از دامنه ساتسوما ازدواج کرد. او پدر برادران سایگو تاکاموری و سایگو جودو (سایگو تسوگومیچی) بود.

## خانواده و بستگان
- پدر: سایگو تاکامیتسو
- مادر: خاندان شیموتو (خواهر کوچکتر شیموتو دایسین، خواهر بزرگتر شیموتو یوشیترو)
- خواهران و برادران: اویاما سوناماسا. سایر خواهران در جوانی درگذشتند.
- همسر: شیهارا ماسا ja:椎原政佐
- بچه‌ها
  - پسر ارشد: سایگو تاکاموری
  - دختر بزرگ: کوتو
  - پسر دوم: سایگو کیچیجیرو (西郷 吉二郎 さいごう きちじろう)
  - دختر دوم: تاکا
  - دختر سوم: یاسو… همسر پسر ارشد سوناماسا، اویاما نارومی
  - پسر سوم: سایگو جودو (نام دیگر سایگو تسوگومیچی)
  - پسر چهارم: سایگو کوبی

او به عنوان یک حسابدار خدمت می‌کرد.